# Amelia Atwater-Rhodes
Amelia Atwater-Rhodes (ur. 14 kwietnia 1984 w Silver Spring) – amerykańska pisarka fantasy oraz literatury młodzieżowej. 

## Życiorys
Urodziła się w Silver Spring, mieszka w Concord w stanie Massachusetts. Zadebiutowała w 1999 roku książką W gąszczach mroku, mając zaledwie czternaście lat. Jej nowelki o wampirach okazały się wielkim sukcesem. "Teen People" zaliczył ją do 20 nastolatków, którzy zmienili świat, a pierwsze dzieła określono jako "dojrzałe i wyrafinowane". Natomiast książkę Kształt demona wyróżniono Quick Pick for Young Adults ALA. W Polsce nakładem wydawnictwa Ex libris ukazały się trzy utwory: W gąszczach mroku, Kształt demona i Nocny drapieżca.

## Książki
- W gąszczach mroku (In the Forests of the night 1999)
- Kształt demona (Demon in my view 2000)
- Stłuczone zwierciadło (Shattered Mirror 2001)
- Nocny drapieżca (Midnight predator 2002)
- Hawksong: The Kiesha'ra: część pierwsza (2003)
- Snakecharm: The Kiesha'ra: część druga (2004)
- Falcondance: The Kiesha'ra: część trzecia (2005)
- Wolfcry The Kiesha'ra: część czwarta (2006)
- Wyvernhail The Kiesha'ra: część piąta (2007)
- Persistence of Memory 2008
- The Den of Shadows Quartet 2009 (cykl o wampirach Den of Shadows książki 1-4)